# Carrer Sant Lluís (Gelida)
Carrer Sant Lluís és una obra amb elements noucentistes i modernistes de Gelida (Alt Penedès) protegida com a Bé Cultural d'Interès Local.

## Descripció
Recorregut urbà de cases del primitiu estiueig envoltades de grans jardins. Convivència amb cases d'origen popular i torres d'estiueig més recents. Connexió amb passeig amb arbres i pont-mirador sobre el Funicular i Montserrat. Arquitectura de l'eclecticisme, modernisme i noucentisme.

## Història
Els edificis que es troben a aquest carrer van ser construïts en general entre els anys 1880 i 1920.